# Slot Schagen
Het Kasteel te Schagen, ofwel Slot Schagen, is een waterburcht uit 1440 in Schagen in de Nederlandse provincie Noord-Holland. Nadat het grotendeels tot een ruïne was vervallen is het begin 21e eeuw herbouwd en doet het dienst als hotel. 

## Geschiedenis
In de middeleeuwen ontwikkelde de plaats Schagen zich tot een handelsplaats en kreeg Schagen in 1415 stadsrechten. Op 29 juni 1427 werden Schagen en de Schagercogge door de graaf van Holland in leen gegeven aan Willem, de bastaard van Holland. Zijn nageslacht voerde vanaf dat moment de naam Van Beijeren van Schagen. De heerlijkheid van Schagen en de Schagercogge hebben bestaan tot in de Franse tijd.
Rond 1440 liet de eerste heer van Schagen een toen al bestaand stenen huis verbouwen tot een vierkante waterburcht: Slot Schagen. Dit kasteel bleef in de familie Van Beijeren van Schagen tot 1658. De heerlijkheid met alle toebehoren werd toen wegens geldgebrek verkocht aan George van Cats. Hij liet het kasteel aanpassen aan de eisen van de tijd: de poorttoren en voormuur van het kasteel werden gesloopt en de ophaalbrug werd vervangen door een vaste brug. In 1676 werd het geheel weer teruggekocht door Floris Carel van Beijeren van Schagen. Omdat hij echter op een kasteel in België woonde, stond het kasteel van Schagen sindsdien een paar eeuwen leeg en verviel het tot een ruïne.
In 1829 verkocht de Belgische adellijke familie d’Oultremont de ruïne, waarvan alleen de slottorens nog overeind stonden, aan de gemeente Schagen. De westelijke toren werd toen gebruikt als passantengevangenis, terwijl de oostelijke toren als  woonruimte voor de cipier en zijn gezin diende - later werd het de woning voor het gezin van de plaatselijke veldwachter. Het terrein werd daarna achtereenvolgens gebruikt als varkenshok, een ijskelder, het brandspuithuis en een quarantainegebouw. Bovendien deed het terrein vijftig jaar lang dienst als begraafplaats.
In het laatste deel van de 20e eeuw lag het kasteelterrein er verwaarloosd bij. Door een burgerinitiatief werd er tien jaar gewerkt aan een herbouwd slot op het oorspronkelijke eiland. Het is toen een nieuw slotgebouw geworden in harmonie met de stijl van de overgebleven slottorens.